# 9543 Нітра
9543 Нітра (9543 Nitra) — астероїд головного поясу, відкритий 4 грудня 1983 року.
Тіссеранів параметр щодо Юпітера — 3,232.